# Campeonato Asiático de Handebol Feminino de 2004
O Campeonato Asiático de Handebol Feminino de 2004 foi a décima edição do principal campeonato de andebol (português europeu) ou handebol (português brasileiro) feminino do continente asiático. O Japão foi o país sede e os jogos ocorreram na cidade de Hiroshima.
O Japão foi campeã pela primeira vez, com a China segundo e a Coreia do Sul terceiro.